# Agrotis obotritica
Agrotis obotritica là một loài bướm đêm trong họ Noctuidae.